# Saussenac
Saussenac è un comune francese di 513 abitanti situato nel dipartimento del Tarn nella regione dell'Occitania.

## Società

### Evoluzione demografica
Abitanti censiti